# Aeropuerto Internacional de Bicol
El Aeropuerto Internacional de Bicol (en tagalo: Paliparang Pandaigdig ng Bikol; en bikol: Pankinàban na Palayogan kan Bikol) es un aeropuerto internacional en construcción que servirá a Legazpi, la capital de Albay y el centro regional de la Región de Bicol, en el país asiático de Filipinas.
El aeropuerto se encuentra en el municipio de Daraga. El proyecto de 3,5 mil millones de pesos filipinos está en una meseta de 200 hectáreas, a 15 kilómetros del volcán Mayon . Algunas fuentes lo llaman el aeropuerto internacional del sur de Luzón (filipino: Paliparang Pandaigdig ng Katimogang Luzon). Está previsto que reemplazará el viejo aeropuerto de Legazpi , que está a sólo 2 o 3 kilómetros de la nueva instalación. 
Planificada por primera vez en 1996, la construcción inicial comenzó en 2008 aunque se retrasó repetidamente hasta que el aeropuerto fue inaugurado el 7 de octubre de 2021. Se espera que atienda a aproximadamente 2,2 millones de pasajeros cada año. Si bien el aeropuerto se considera un aeropuerto internacional, está clasificado como aeropuerto nacional principal de Clase 1 por la Autoridad de Aviación Civil de Filipinas.